# Aeschynanthus nabirensis
Aeschynanthus nabirensis är en tvåhjärtbladig växtart som beskrevs av Kanehira och Sumihiko Hatusima. Aeschynanthus nabirensis ingår i släktet Aeschynanthus och familjen Gesneriaceae. Inga underarter finns listade i Catalogue of Life.